# Православна старостильна церква Румунії
Православна старостильна церква Румунії (рум. Biserica Ortodoxă de Stil Vechi din România) — неканонічна православна церква в  Румунії, що використовує в богослужінні Юліанський календар.
Виникла після відділення ряду кліриків і прихожан від Румунської православної церкви після прийняття останньою Новоюліанського календаря в 1924 році. Не має канонічного спілкування з будь-якою з помісних православних церков. Використовує візантійський обряд, богослужіння ведеться румунською мовою.
Церква налічує 130 парафіяльних храмів, в яких служать 160 священиків і 26 дияконів. У 6 чоловічих монастирях мешкають 290 ченців, а в 7 жіночих монастирях — 510 черниць. Число парафіян оцінюється в 2-3 мільйони чоловік. У Слетіоарському монастирі проживає близько 100 ченців.

## Історія
У 1924 році Православна церква Румунії прийняла новоюліанський календар.
19 лютого 1924 року в суді міста Сучава була зареєстрована «Організація прихильників православної старостильних церкви Румунії».
У 1930 році ієромонах Глікерій розгорнув активну діяльність з будівництва старостильних храмів. На кошти вже сформованих старостильних парафіяльних спільнот в 1931-1932 роки були побудовані храми в селах Редешень (жудець Сучава), Брустурі, Уречень (жудець Нямц), Риска, Богденешть, Дрегушень (жудець Сучава) і в селі Балш (жудець Ясси). Інтенсивність зведення храмів наростала з кожним роком.
Це призвело до того, що в 1936 році послідовники ієромонаха Глікерія мали майже чотири десятки церков, які перебували, переважно, в районі Молдавії. У 1935 році до Глікерія приєдналися афонські ієромонахи Зосима, Варух і Гімнасій, потреба в нових священнослужителях залишалася досить гострою. З метою набуття єпископської присвяти ієромонах Глікерій в 1936 році відправився в Афіни, де до цього часу вже був сформований старостильний Синод Церкви Справжніх Православних Християн Греції під головуванням Хризостома Кавурідіса. Проте грецькі ієрархи не наважилися піти на цей крок. Після двомісячного очікування ієромонах Глікерій разом зі своїми супутниками відправився в Югославію. Після прибуття в Белград ієромонах Глікерій зустрів архієпископа Анастасія Грибановського. Румунські старостильники отримали від нього рекомендацію звернутися для вирішення питання в Будапешт до єпископа Віденського Серафима Ляде, який міг би постачати священиків. Єпископа Серафима, якого не знайшли в Будапешті, монахи розшукали у Відні, але той відмовився виконати їх прохання.
Відразу після повернення до Румунії ієромонах Глікерій продовжив свою активну храмобудівну діяльність і в короткі терміни храми були побудовані більш ніж в десяти селах.
У вересні 1936 Патріархом Румунським Мироном Кристею, який в 1938 році стає також і прем'єр-міністром Румунії, була розв'язана кампанія переслідувань щодо послідовників румунського старостильництва. Був проведений масовий арешт як кліриків, так і рядових прихильників схизми. За прямим розпорядженням патрірха Мирона у старостильників були відібрані всі побудовані храми.
У 1937 році ієромонах Глікерій був засуджений на два роки позбавлення волі. Вийшовши на свободу, він знову потрапив під арешт за помилковим доносом, нібито за зв'язок з терористичною організацією «Залізна гвардія», але незабаром звільнений, після чого спільно з ієродияконом Давидом Бідаску пішов у непрохідні ліси. Побоюючись повторного засудження, обидва мандрівника близько двох років жили в землянках і перебували в повній невідомості.
У 1941 році вони розташували до себе жителів села Слатіоара в жудець Сучава. Відповідно до бачення, про яке розповідав Глікерій, невідворотно наближалися страшні апокаліптичні часи, одною з ознак яких стала календарна реформа в Церкві. Більш того, 1982 рік був оголошений роком пришестя антихриста. Есхатологічний переляк, що охопив жителів Слетіоари, міцно згуртував їх навколо прийшлих ченців, перетворивши в подальшому дане поселення в центр румунського старостильництва.
У 1980 році було встановлено євхаристійне спілкування з грецьким старостильним Калістовським Синодом. Після розпаду Калістовського Синоду в 1984 році Румунська старостильна церква зберегла відносини з виниклим на його уламках «Синодом протистоятелів».
28 червня 1999 року в Спасо-Преображенському Слетіоарському монастирі відбулася канонізація митрополита Глікерія Тенасе, на якій були присутні паломники з багатьох країн світу, що юрисдикційно належали до старостильних церков.
5 березня 2003 року проведений офіційний запис нового найменування «Православна старостильна церква Румунії».
9 — 12 січень 2013 року делегація «хризостомівського» синоду Церкви істинно православних християн Греції на чолі з архієпископом Афінським Калініком Сарандопулосом відвідала Румунію, де провела переговори з митрополитом Власієм Могирзаном і ієрархами Румунської старостильної церкви, що завершилися встановленням 18 березн 2014 року євхаристійного спілкування.
Починаючи з 2019 року, відкриваються катакомбні громади Румунської старостильної церкви на території Буковини та Закарпаття, де місцевих старостильників очолює проживаючий у місті Хуст митрополит Серафим Бонь.

## Організація

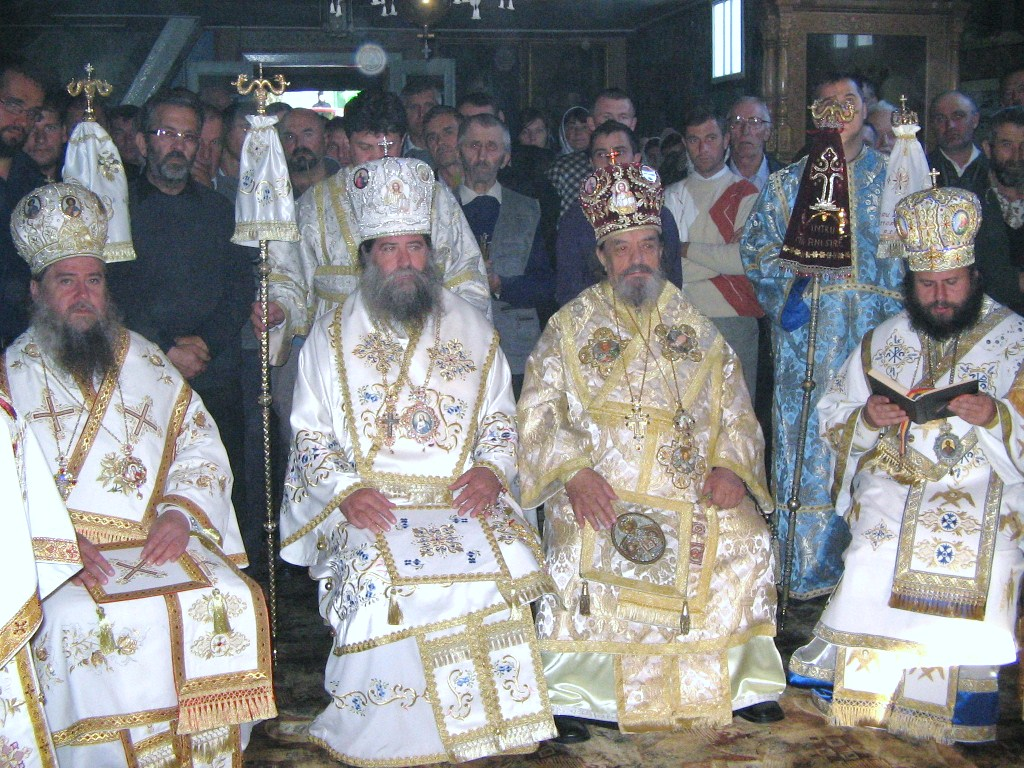
Єпископи Ясський Глікерій, Сучавський Софроній Отел, Нямецький Демосфен Іоніца і Ботошанський Йосип Могирзан

- Архієпископія  Румунії (митрополит Слатіоарскій і всієї Румунії Власій Могирзан)
- Єпархія Нямц (єпископ Нямецький Демосфен Іоніца)
- Єпархія Бакеу (єпископ Бакеуській Геннадій Георге)
- Єпархія Брашов (єпископ Брашовський Феодосій Скутару)
- Єпархія Сучава (єпископ Сучавський Софроній Отел)
- Єпархія Ботошань (єпископ Ботошанський Йосип Могирзан)
- Єпархія Ілфов (єпископ Ілфовський Флавіан Баргоіану)
- Єпархія Плоєшті (єпископ Плоєштський Антоній Тетару)
- Єпархія Ясси (з 2007) (єпископ Ясський Глікерій Ієшенаул)
- Єпархія Галац (з 2007) (єпископ Галацький Діонісій Констандаке)
- Єпархія Сібіу (з 2007) (єпископ Сібіуский Євлогій Ніка)

Першоієрарх церкви носить титул архієпископа і митрополита Православної старостильної церкви Румунії; його резиденція — Спасо-Преображенський монастир Слетіоара (рум. Slătioara), розташований поблизу села Ришка (рум. Râşca) в жудеці Сучава в Трансільванії (32 км на південь від м. Сучава). З 1992 року посаду першоієрарха займає архієпископ і митрополит Слетіоарський Власій Могирзан.

## Відносини з іншими церквами
Православна старостильних церква Румунії на основі взаємності визнана наступними неканонічними православними юрисдикціями:
- Болгарською старостильною церквою, яку очолює єпископ Тріадицький Фотій Сіромахов;
- Істинно-православною церквою Греції (Синод Хризостома) (Голова Синоду архієпископ Афінський і всієї Греції Калінік Сарандопулос).

Першоієрархи
- Галактіон Кордун (5 квітня 1955 — 8 липня 1959)
- Глікерій Тенасе (18 липня 1959 — 28 червня 1985)
- Сильвестр Онофрей (29 липня 1985 — 18 березня 1992)
- Власій Могирзан (з 18 травня 1992)